# Jeremy Nicholas

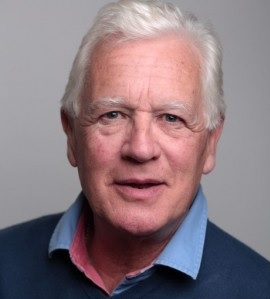
Jeremy Nicholas

Jeremy Nicholas (* 20. September 1947 in Wellington, Shropshire, England) ist ein englischer Schauspieler, Schriftsteller, Musiker, Sprecher und Lyriker. Er ist Präsident der Jerome K. Jerome-Gesellschaft und Musikdirektor der Deanery Church of St Mary the Virgin in Oxford.

## Leben
In Stafford aufgewachsen, besuchte Nicholas das Wycliffe College in Gloucestershire (1957–1965) und die Schauspielschule in Birmingham (1966–1969).
Seine Theaterlaufbahn begann er bei der Prospect Theatre Company (1969/70) und beim Citizens Theatre in Glasgow (1970–1972). Seine Soloversion von Drei Mann in einem Boot führte er beim Edinburgh Festival (1980) und am May Fair Theatre (Stratton Street, London, 1981/82) auf. Sie brachte ihm die Nomination für den Olivier Award ein (Most Promising Newcomer). Für BBC Television komponierte er Schauspiel- und Filmmusik.
Für BBC Radio schrieb und präsentierte Nicholas über 60 Radio-Features. Für England, Green and Pleasant Land erhielt er 1996 den Sony Gold Award. Er übertrug und las gut 20 Bücher für Hörfunksendungen und  Hörbücher. Für BBC Radio 4 schrieb und vertonte er 150 Liedtexte (1977–1991). 2000 spielte er in dem von ihm  dramatisierten The Fast Gentleman.  A Tale of the Norfolk Broads (Keble Howard, 1930).
Zurzeit schreibt Nicholas regelmäßig Rezensionen und Features für Gramophone. Er hat 100 Begleithefte von Compact Discs geschrieben. Er schrieb vier Standardwerke über Klassische Musik. Bei seinem besonderen Interesse an Klaviermusik und Pianisten war er Juror beim I. BNDS-Klavierwettbewerb in Rio de Janeiro. Zu verdanken sind ihm Biografien von Leopold Godowsky and Frédéric Chopin. Neuerdings befasst er sich mit den 4.000 Klavierstücken für die linke Hand allein.
Nicholas ist verheiratet und hat eine Tochter.

## Werke

### Filmografie (Auswahl)
- 1977: The Duchess of Duke Street
- 1980–1981: John Boynton Priestley: The Good Companions
- 1981: When The Boat Comes In
- 1985: The Pickwick Papers[7]
- 1988: Crossroads (Seifenoper)[4]
- 1990: Birds of a Feather (Sitcom)[4]
- 1990: The Upper Hands (Sitcom)[4]
- 1990: Wish Me Luck
- 1994: Outside Edge[4]
- 1994–1996: Budgie the Little Helicopter (Fernsehserie, 39 Episoden)
- 1999: Heartbeat[4]
- 2021: Rosamunde Pilcher: Im siebten Himmel (Fernsehreihe)

### Bücher
- mit J. A. Higham (Illustrationen): Raspberries and Other Trifles. Tales for Discerning Delinquents. Hutchinson 1984. ISBN 0-09-156780-7
- Godowsky. The Pianists' Pianist. Appian Publications & Recordings 1989, 2. Auflage 2014. ISBN 978-1-84955-128-1.
  - dt. Godowsky. Ein Pianist für Pianisten. Staccato-Verlag, Düsseldorf 2012. ISBN 978-3-932976-50-6.
- Funny You Should Sing That – The Songs of Jeremy Nicholas. Novello 1993/2008. ISBN 0-85360-157-7.
- Victorian Curiosities. Little, Brown & Company 1995. ISBN 0-316-87587-2.
- The Classic FM Guide to Classical Music. Pavilion Books 1997. ISBN 1-85793-760-0.
- The Classic FM Good Music Guide. Hodder & Stoughton 1999. ISBN 0-340-75042-1.
- Chopin. His Life and Music. Sourcebooks MediaFusion 2006. ISBN 1-84379-115-3.
- The Great Composers. Quercus 2009. ISBN 1-84724-182-4.
- Idle Thoughts on Jerome K Jerome. The Jerome K Jerome Society 2009. ISBN 978-0-9562212-0-9.
- A Beginner's Guide to Opera. Oneworld Publications 2010. ISBN 0-517-10324-9.

### Tonaufnahmen
- mit dem Tschechoslowakischen Radio-Symphonieorchester, Dirigent Ondrej Lenárd: Peter und der Wolf. Naxos Records 8.550499.[8]
- mit David Nettles und Richard Markham (Klavier): Karneval der Tiere. Netmark NEMACD600.[8]
- mit D. Nettles und R. Markham (Klavier): Babar der Elefant. Netmark NEMACD600.
- mit Kevin Bowyer (Orgel): Toccata Giubiloso. (NPC007, Alto ALC1187, Forum 8103)
- mit D. Nettles und R. Markham (Klavier): Quiet Peace No. 1 (Arr. für 2 Klaviere). MCD 65, Carlton Classics 30366 01052, NEMACD200.
- mit Sarah Walker und Roger Vignoles: Place Settings. Hyperion CDA66289, Helios CDH55422.[9]
  - mit Jody Karin Applebaum und Marc-André Hamelin: Musical Chairs (andere Version von Place Settings). Albany TROY744.[9]
- mit S. Walker und R. Vignoles: Usherette's Blues. Hyperion CDA66289, Helios CDH55422.[9]
  - desgl. mit J. K. Applebaum und M.-A. Hamelin (Albany TROY744)
  - desgl. mit Nicy Roberts und Paul Roberts (TTB CD02)
- mit J. K. Applebaum und M.-A. Hamelin: Pretty Plain. Albany TROY744.[9]
- mit J. K. Applebaum und M.-A. Hamelin: Maternity. Albany TROY744.[9]
- mit Stewart Collins und Andy Read: Valentine Card. FEST CD231.[9]
- Blaythorne Suite (Arr. Farr), Grimethorpe Colliery Band, Dirigent Ray Farr (PRL 004)